# Bucătăria poloneză

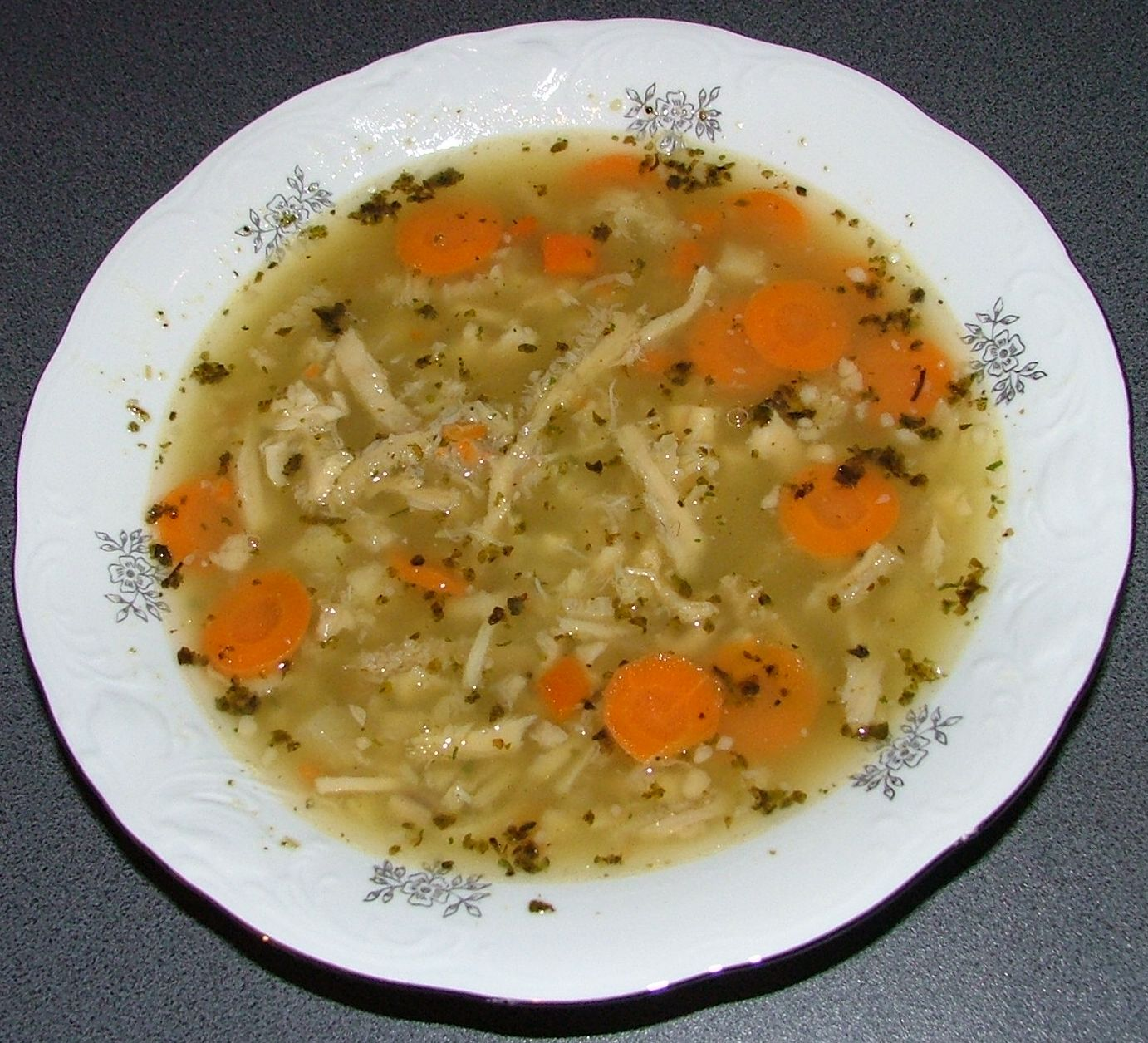
Caluț - un fel de ciorbă de burtă

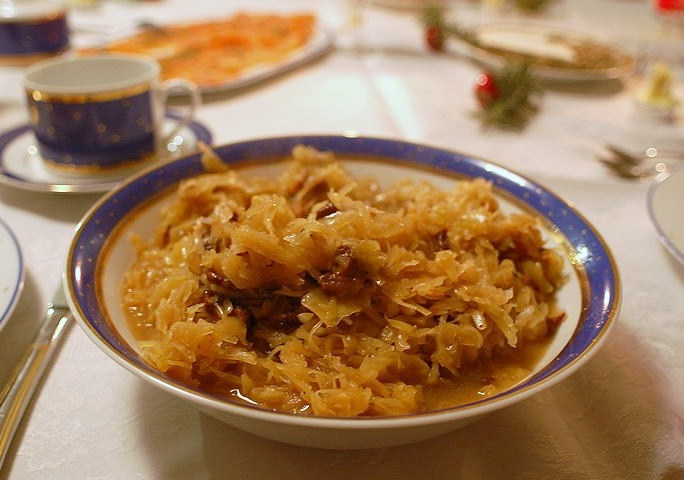
Bigos

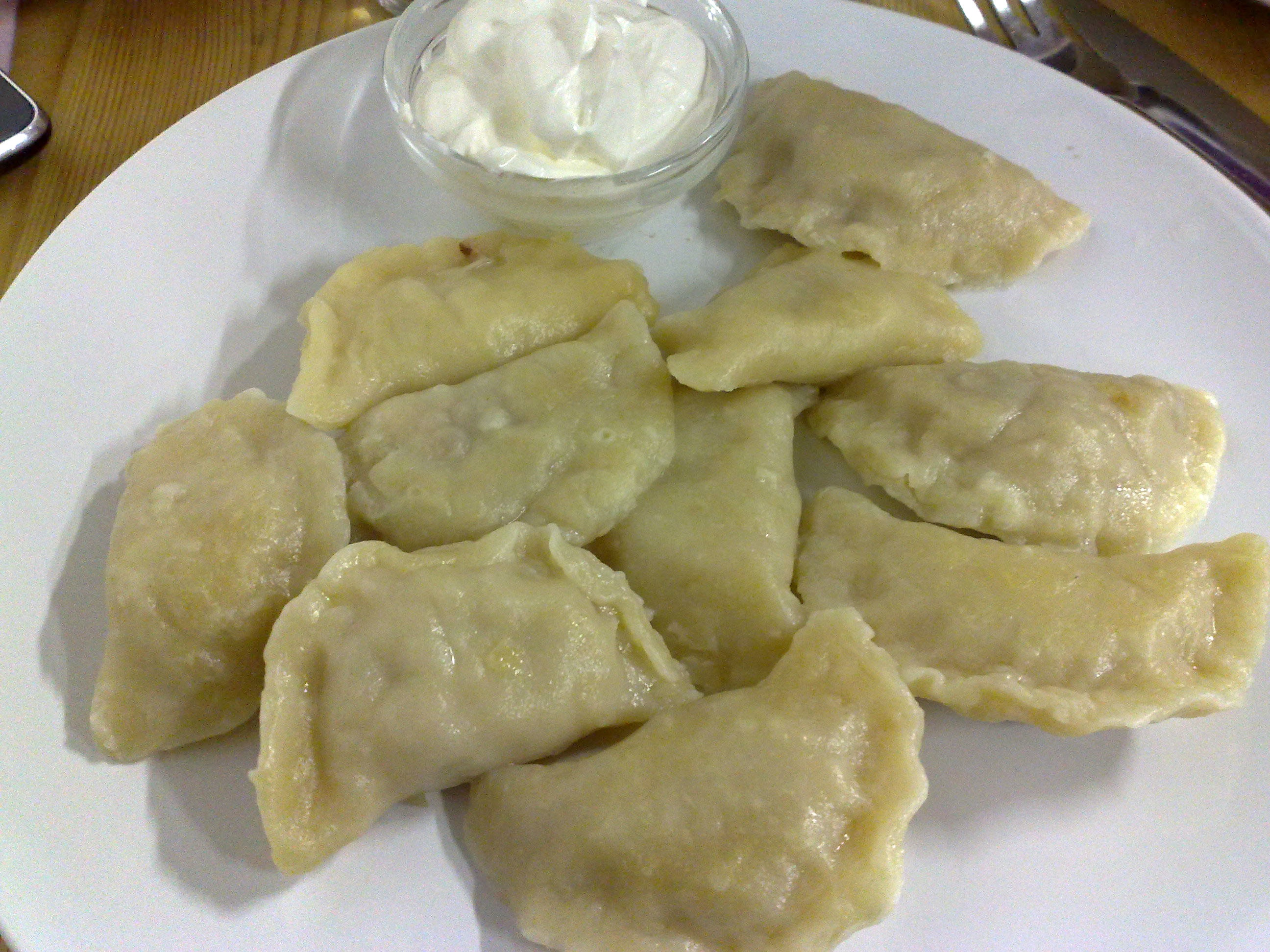
Pirogi

Bucătăria poloneză (în limba poloneză: kuchnia polska) [kuxnia`pɔlska] este un stil de gastronomie care s-a dezvoltat în Polonia, evoluând de-a lungul secolelor, influențată de circumstanțele istorice.     
Bucătăria națională poloneză are unele asemănări cu alte bucătării din Europa Centrală și de Est  tradiții, precum și asemănările cu bucătăriile franceză și italiană.Acesta este bogată în carne, în special carne de porc, de pui și de vită (în funcție de regiune) și legume de iarnă (varză în vase bigos ), și condimente  De asemenea, este caracteristică utilizarea diferitelor tipuri de tăiței de mai notabile sunt kluski precum cereale, cum ar fi kasha (de la cuvântul polonez kasza)..   În general vorbind, bucătăria poloneză este consistentă și folosește o mulțime de smântână și ouă. Felurile de mâncăruri tradiționale sunt adesea dificile de preparat. Mulți polonezi își permit să aloce o cantitate generoasă de timp pentru a servi și pentru a se bucura de mesele festive, mai ales de Ajunul Craciunului (Wigilia) sau micul dejun de Paști, care ar putea dura câteva zile pentru a fi pregătit în întregime.
Feluri de mâncare naționale poloneze sunt Bigos [biɡɔs]; pirogi [piɛrɔɡi]; kielbasa, cotlet schabowy [kɔtlɛt `sxabɔvɨ] (tip de cotlet pane); gołąbki [ɡɔwɔbki] (tip rolă de varză);zrazy [zrazɨ] (tip de ruladă ), friptură (în poloneză: pieczeń) [piɛt͡ʂɛɲ]; supă de castravete acru (în poloneză: Zupa ogórkowa) [Zupa `ɔɡurkɔva], supă de ciuperci, (în poloneză: Zupa grzybowa) [Zupa` ɡʐɨbɔva] (destul de diferită de crema  de ciuperci din America de Nord ), supa de rosii (în poloneză: Zupa pomidorowa) [Zupa `pɔmidɔrɔva], Rosol [rɔsuw] (varietate de supă de carne); Żurek [ʐurɛk] (supă de secară acră); flaki [flaki] (varietate de ciorbă de burtă ); și Barszcz [barʂt͡ʂ], printre altele  rosół  (varietate de supă de carne); żurek (supă acră de orez); flaki (varietate de ciorbă de burtă); și barszcz printre altele..
Masa principală se poate mâncat pe la ora 14 sau mai târziu. Acesta este mai mare decât masa de prânz din America de Nord. Acesta ar putea fi compus din trei feluri în special în rândul tradiționaliștilor, începând cu o supă ca de exemplu Rosół și supă de roșii sau Barszcz (borș de sfeclă) mai festiv sau Żurek (mâncare acră de secară), urmat probabil într-un restaurant de un aperitiv, cum ar fi hering (preparată în oricare cremă, ulei, sau în aspic); sau alte produse din carne conservate și salate de legume. 
Felul principal include, de obicei, o porție de carne, cum ar fi friptură sau cotlet schabowy (cotlet de porc pane), sau pui. Legumele, care au fost înlocuit în prezent de salată verde, au fost nu cu mult timp în urmă cel mai frecvent servit ca acritură (surówka [suruvka]) - rădăcină de legume  mărunțită cu lămâie și zahăr (morcov, țelină, sfeclă) sau varză (în poloneză: Kapusta kiszona) [Kapusta `kiʂɔna ]. 
Feluri de mâncare secundare sunt, de obicei, cartofi fierți, orez sau tradiționalul Kasza (cereale). Mesele de multe ori se încheie cu un desert cum ar fi makowiec, produs de patiserie cu semințe de mac, sau drożdżówka [drɔʐd͡ʐuvka], un tip de prăjitură. Alte specialități poloneze includ chłodnik [xwɔdnik] (o sfeclă refrigerate sau supă de fructe pentru zile calde), Golonka (picioare de porc gătite cu legume), kołduny (găluște din carne), zrazy (felii umplute de carne de vită), salceson și flaki (burtă).

## Supe

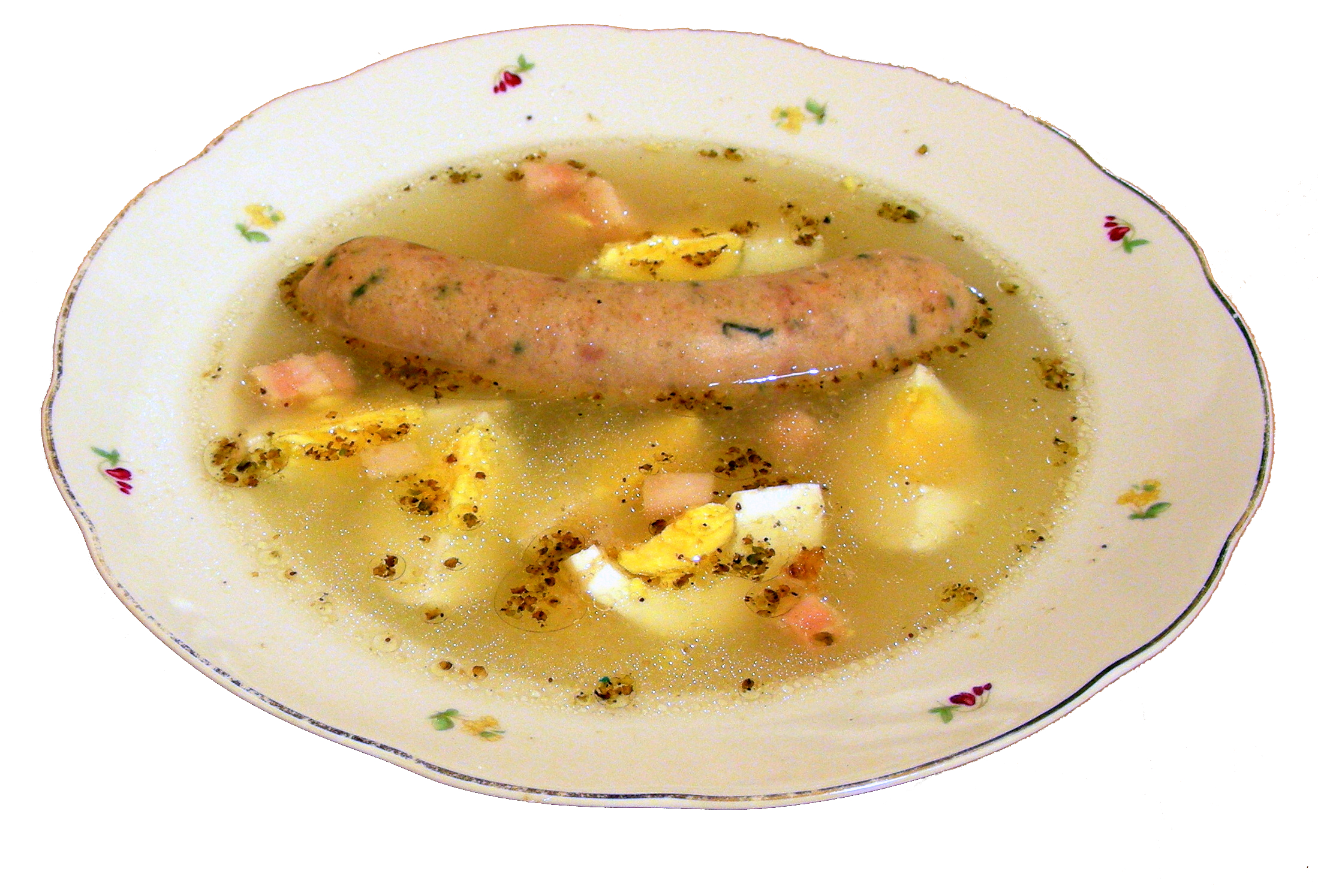
Żurek

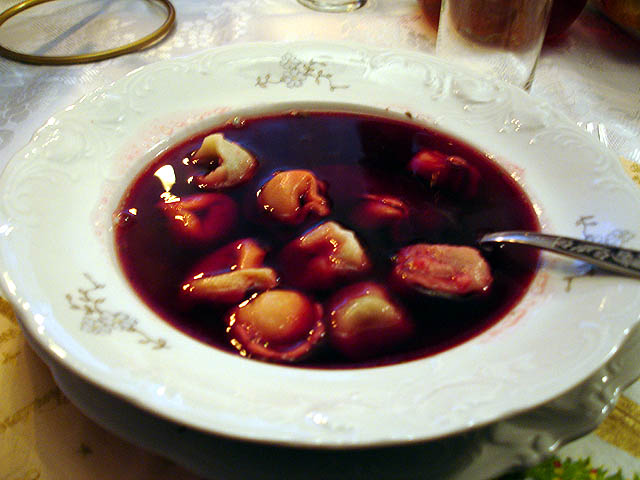
Barszcz

- ’’Zupa pomidorowa’’ - supă de roșii, de obicei servit cu tăiței sau orez.
- ’’Kartoflanka - supă de cartofi.
- Barszcz - este o versiune strict vegetariană și este primul fel în ajunul sărbătorii Crăciunului, servit cu găluște numite "uszka", cu umplutură de ciuperci (poate fi utilizat, de asemenea și varză murată, în funcție de tradiția familiei).
- Chłodnik - Supă de sfeclă rece din lapte, cu frunze tinere de sfeclă, sfeclă, castraveți și mărar proaspăt tocat.
- Zupa buraczkowa - Este o supă de sfeclă roșie cu cartofi. Similar cu tradiționalul Barszcz deși cu rețetă diferită.
- Zupa szczawiowa - Supă de măcriș este preparat din frunze de măcriș, servit cu ou fiert tare.
- Flaki sau Flaczki - Este tocană de burtă de vită sau de porc cu maghiran. Ingredientele obișnuite includ burtă de vită, carne de vită,  frunze de dafin, pătrunjel, morcov, supă de carne de vită, și condimente după gust, inclusiv sare, piper negru, nucșoară, boia de ardei dulce și maghiran.
- Rosol - supă de pui servită cu tăiței.
- Zupa grzybowa / pieczarkowa - supă de ciuperci făcută din diverse specii de ciuperci.

## Felul principal

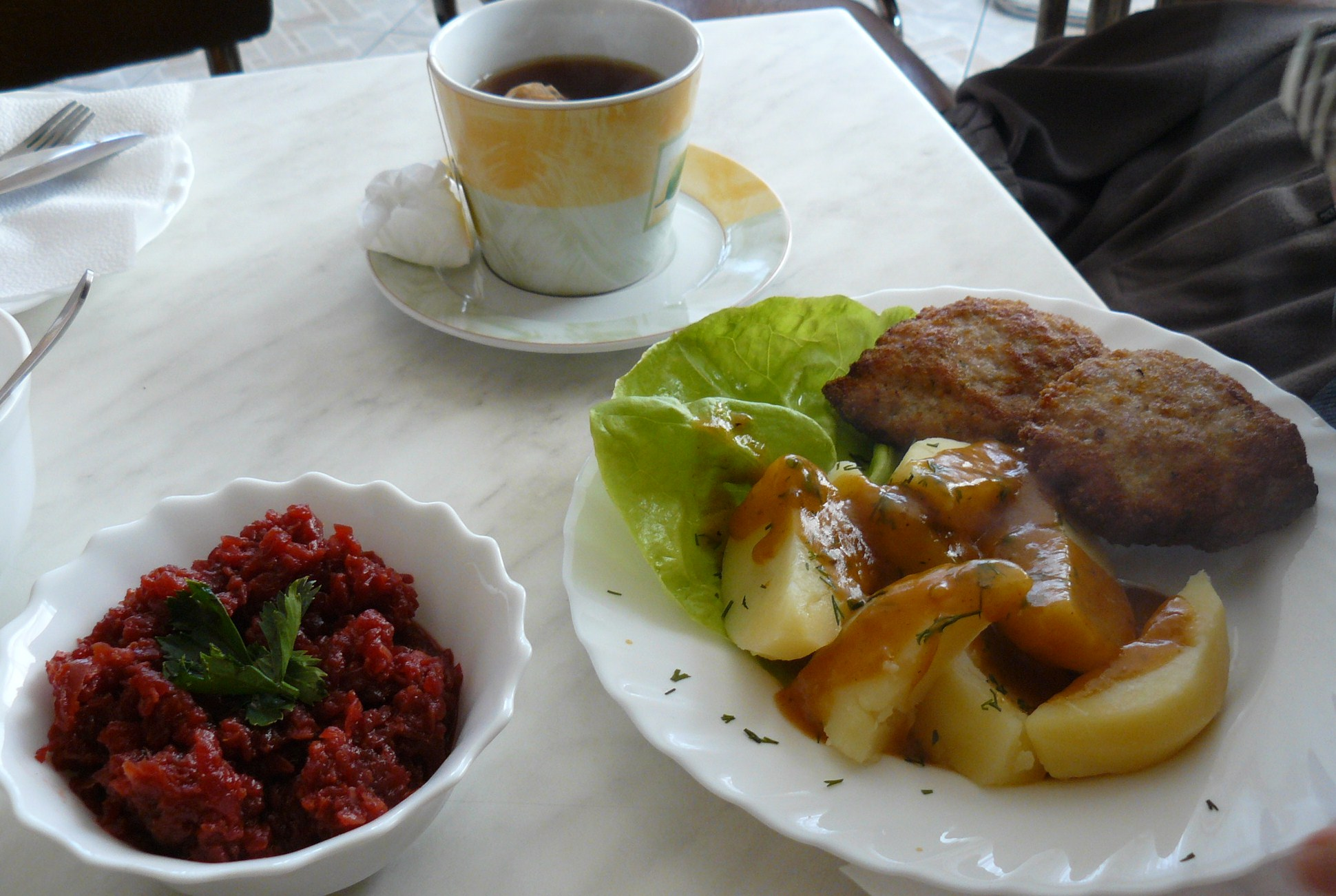
Mâncare poloneză principală - Kotlety mielone (carne de porc măcinată), cartofi, sfeclă și ceai.

- Pierogi - găluște, de obicei umplute cu varză și / sau ciuperci, carne, cartofi și / sau brânză, brânză dulce cu puțină vanilie, sau afine sau alte fructe, cum ar fi cireșe sau căpșuni, și, uneori, chiar și mere, opțional acoperit cu smântână, zahăr și pentru versiunile dulce.
- Bigos - tocană de varză și carne, în special kielbasa.
- Cotlet schabowy - varietate poloneză de cotlet de porc acoperit cu pesmet din mușchiuleț de porc (cu os sau fără), sau cu cotlet de porc.
- Kotlet Z kury - este o varietate poloneză de cotlet de pui acoperit cu pesmet.
- Kotlet Z indyka - este cotlet de curcan acoperit cu pesmet.

## Garnitură & Salată

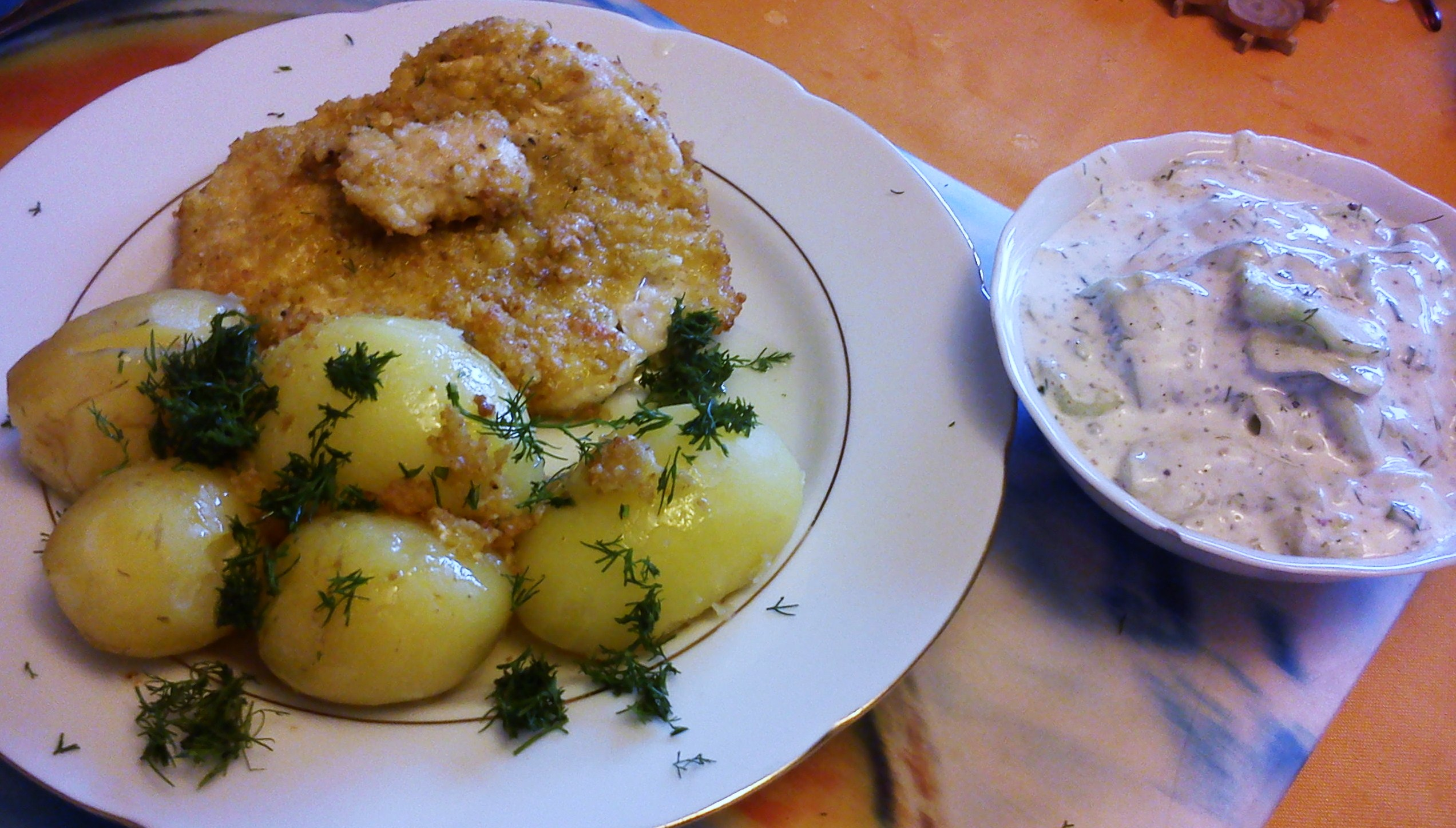
Kotlet schabowy cu garnitură de kartofle gotowane și salată.

- Kartofle Gotowane -sunt cartofi fierți simpli cu pătrunjel sau mărar.
- Kopytka - găluște de cartofi în formă de copite.
- Kasza gryczana - hriscă fiertă.
- Tłuczone Ziemniaki - Piure de cartofi.
- Mizeria - este salată tradițională poloneză făcută din castraveți în smântână cu mărar.
- Surówka z Białej Kapusty - Salata de amestec de varză proaspăt tocată, morcovi, maioneză și condimente.
- Sałatka Warzywana sau Jarzynowa -Salată de legume polonez. Este un fel de mâncare tradițională poloneză din legume fierte, roșii, morcovi, cartofi, pătrunjel, țelină, combinat cu castraveți în saramură și ouă fierte în maioneză și sos de muștar.
- Kapusta Zasmażana - Varza murată prăjită în tigaie cu ceapă prăjită, carne de porc fiartă, piper și multe condimente.
- Surówka - varză crudă, mere, morcovi, salată de ceapă.
- Sałatka - salată verde poloneză original, cu roșii, castraveți murați, opțional o cantitate mică de oțet alb, ca dressing smântână, maioneză sau alt dressing.
- Sałatka Burakowa/Buraczki -Salată tocată de sfeclă caldă.
- Fasolka z Migdałami - Fasole verde proaspătă subțire, fiartă în  aburi cu topping de unt, pesmet, și felii de migdale prăjite.
- Ogórek Kiszony - castravete murat polonez.
- Ogórek Konserwowy - castraveți conservați, destul de dulci cu oțet.
- Pieczarki Marynowane - ciuperci marinați.
- Sałatka Ogórkowa - castraveți murați, castraveți din conservă, salată de ceapă.
- Sałatka z Krewetek -salată de creveți tocată mărunt, ouă fierte, morcovi fierți, țelină, ceapă și murături cu creveți mici.
- Sałatka z Boczkiem -salată cu ouă fierte, ceapă tocată, oțet, șuncă tăiată în bucăți, apă, zahăr, sare și piper.
- Sałatka Wiosenna - salată de primăvara tăiată mărunt, ridichi, ceapă verde, sparanghel subțire, mazăre, ouă fierte sau brânză tăiată în cubulețe, maioneză, sare și piper, boia de ardei dulce pentru culoare.
- Sałatka Kartofli or Sałatka Ziemniaczana - salată de cartofi  făcută din cartofi roșii sau albi fierți în coajă, răciți, curățați și tăiați în cuburi, morcovi, țelină, ceapă, murături, mărar, maioneză, zahăr, sare și piper.
- Surówka z Marchewki - salată de morcov făcută din 5 morcovi mari decojiți și rași, 1 măr decojit, ras, sucul din 1/2 lămâie, ulei de floarea-soarelui sau vegetal, sare, zahăr.

## Pâine

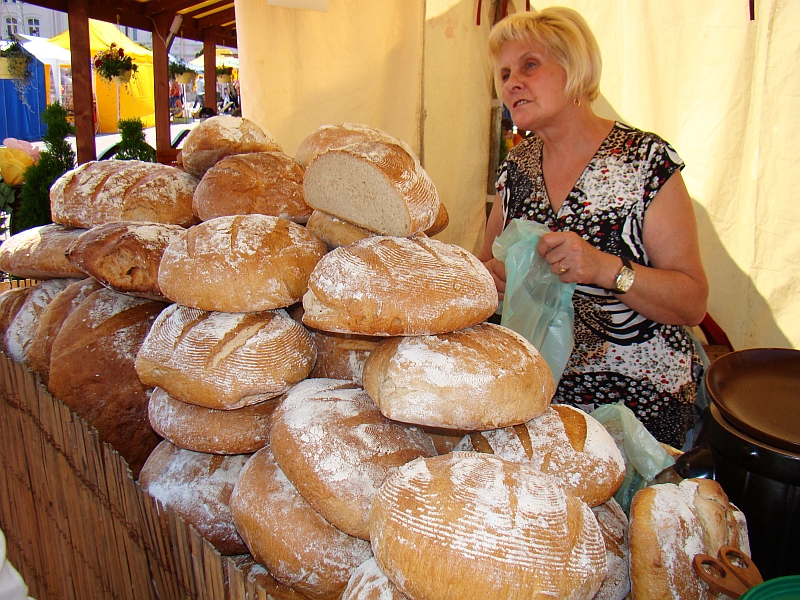
Brutărie în Sanok, Polonia

Pâinea (Chleb) și chiflele (Bulka) fac parte din bucătăria și tradiție poloneză. Acestea au fost parte esențială a ei, secole de-a rândul. Astăzi, pâine rămâne una dintre cele mai importante alimente din bucătăria poloneză. Principalul ingredient pentru pâine poloneză este făina de secară sau de grâu. 
Pâinea tradițională are o crustă crocantă, este moale, dar nu prea moale în interior, și are o aroma de neuitat. O astfel de pâine se face din aluat care îi conferă un gust distinctiv. Aceasta poate fi păstrată timp de o săptămână sau mai mult, fără a se întări prea tare și nu este sfărâmicioasă atunci când este tăiată.
În Polonia, oaspeții se primesc cu pâine și sare ("chlebem i Sola") fiind adesea asociată cu ospitalitatea tradițională ("Staropolska gościnność") a nobilimii poloneze (șleahtă/ Szlachta), care se mândreau ospitalitatea lor. 
Un poet polonez din secolul al XVII-lea, Wespazjan Kochowski, scria în 1674: "O pâine bună, atunci când este oferită oaspeților cu sare și bunăvoință!" Un alt poet care a menționat obiceiul a fost Wacław Potocki. Obiceiul, cu toate acestea, nu se limitează la nobilime, poporul polonez din toate clasele a preluat această tradiție, reflectat în proverbele poloneze vechi. În prezent, tradiția se observă mai ales la nunți, atunci când tinerii căsătoriți sunt întâmpinați cu pâine și sare de către părinții lor, la întoarcerea de la nunta din biserică.
Fiecare brutărie bună face pâine de ușor diferită. Pâine se face din diverse cereale (nu doar grâu sau de secară), pâine din cereale integrale abundă și, uneori, sunt folosite unele ingrediente tradiționale suplimentare (de exemplu, ceapă, semințe de floarea soarelui sau untură). Și, într-o perspectivă mai largă, varietatea de produse de panificație din Polonia este cu adevărat magnifică.

## Desert

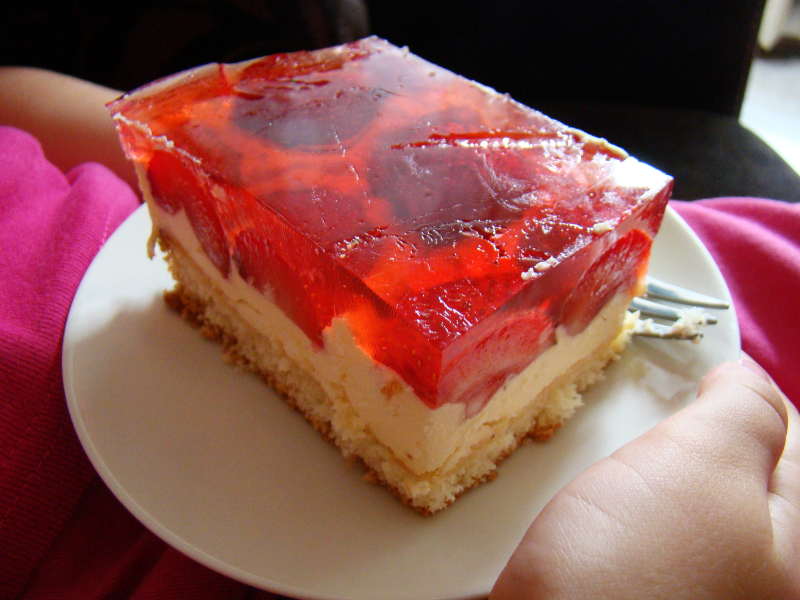
Sernik

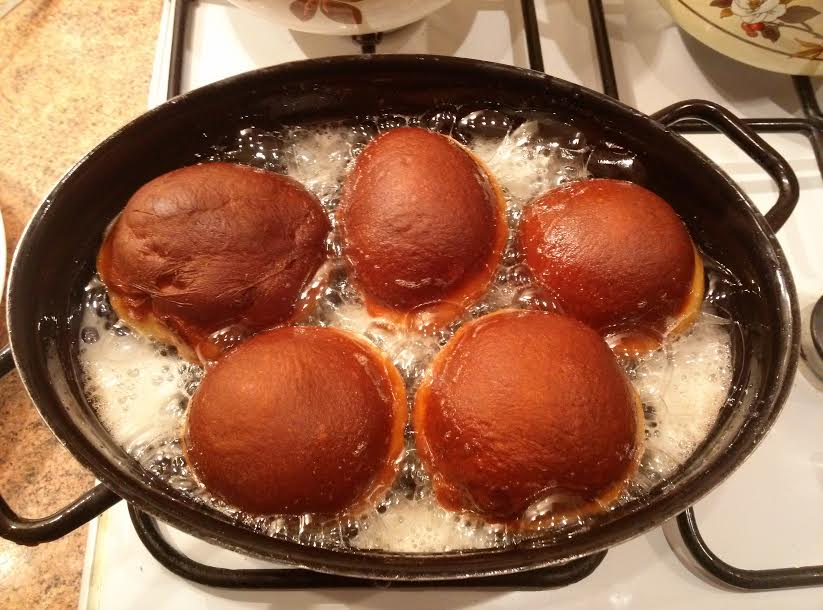
Pączki

- Makowiec - Ruladă cu mac sau nuci, cu  stafide.
- Pączek -
- Pierniki - este turtă dulce
- Sernik - este plăcintă cu brânză
- Mazurek - prăjitură făcută în Polonia cel mai adesea în timpul sărbătorilor
- Chałka - Pâine albă dulce de grâu de origine evreiască.
- Krówki -
- Kremówka -  plăcintă cu cremă făcută din două straturi de foitaj, umplute cu cremă, de obicei, presărat cu zahăr pudră.
- Ptasie Mleczko - bomboane acoperite cu ciocolată umplute cu bezea moale (sau sufleu de lapte).
- Kisiel - lichid gelatinos dulce din fructe, cel din coacăz roșu este popular.
- Budyń - budincă.
- Faworki - colțunași acoperiți cu zahăr pudră.
- Pańska Skórka, Miodek -
- Kutia - Budincă din grâu, semințe de mac, nuci, stafide și miere. De obicei este servit în timpul Crăciunului în regiunile estice (Białystok).
- Prince Polo- baton de ciocolată.
- Mieszanka Wedlowska - ciocolată asortată acoperită cu bomboane.
- Torcik Wedlowski - O ciocolată mare, circulară, acoperită cu decorațiuni manuale.
- Pawełek - baton de ciocolată cu umplutură cu aromă care conține o cantitate mică de alcool.

## Băuturi

#### Vodka

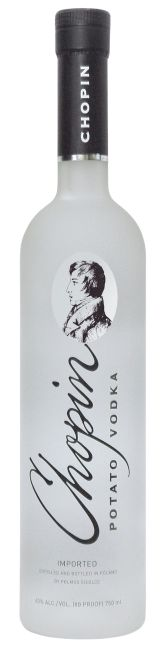
Vodca Chopin

Polonia cunoaște vodca distilată încă din secolul VIII. În secolul al XI-lea, când au fost numită gorzalka, era folosit inițial ca medicament. Polonia este cunoscută pentru producția sa de votcă (Wódka). Primul mențiune scrisă a băutură în lume și cuvântul "votcă", a fost în anul 1405 în Akta Grodzkie, documentele de curte Voievodatul Sandomierz (sec. al XIV-lea- 1795) în Polonia.
Mărci cunoscute sunt: 
- Spirytus Rektyfikowany (alcool rafinat) (Nu este  vodcă, ca și vodca este o băutură cu aproximativ 40% -50% alcool,
- "spirytus", pe de altă parte, are între 95% și 96% alcool și este folosit în principal ca ingredient pentru copt sau sterilizarea și numai în cazuri foarte rare, ca băutură),
- Vodca Wyborowa,
- Vodca Żubrówka,
- Vodca Pan Tadeusz,
- Vodca Belvedere,
- Vodca Chopin,
- Vodca Luksusowa,
- Vodca Sobieski,
- Vodca Siwucha,
- Vodca Biała,
- Vodca Dama,
- Vodca Polonez,
- Ultimat Vodka,
- Vodca Starka,
- Soplica,
- Vodca Krupnik,
- Vodca Żołądkowa Gorzka.

Ca regulă vodca se bea neamestecată. Nu se obișnuiește să bea vodcă dintr-un pahar mic de coniac, de preferință paharul va fi de 50 - 100 - mililitri, din sticlă.

#### Bere

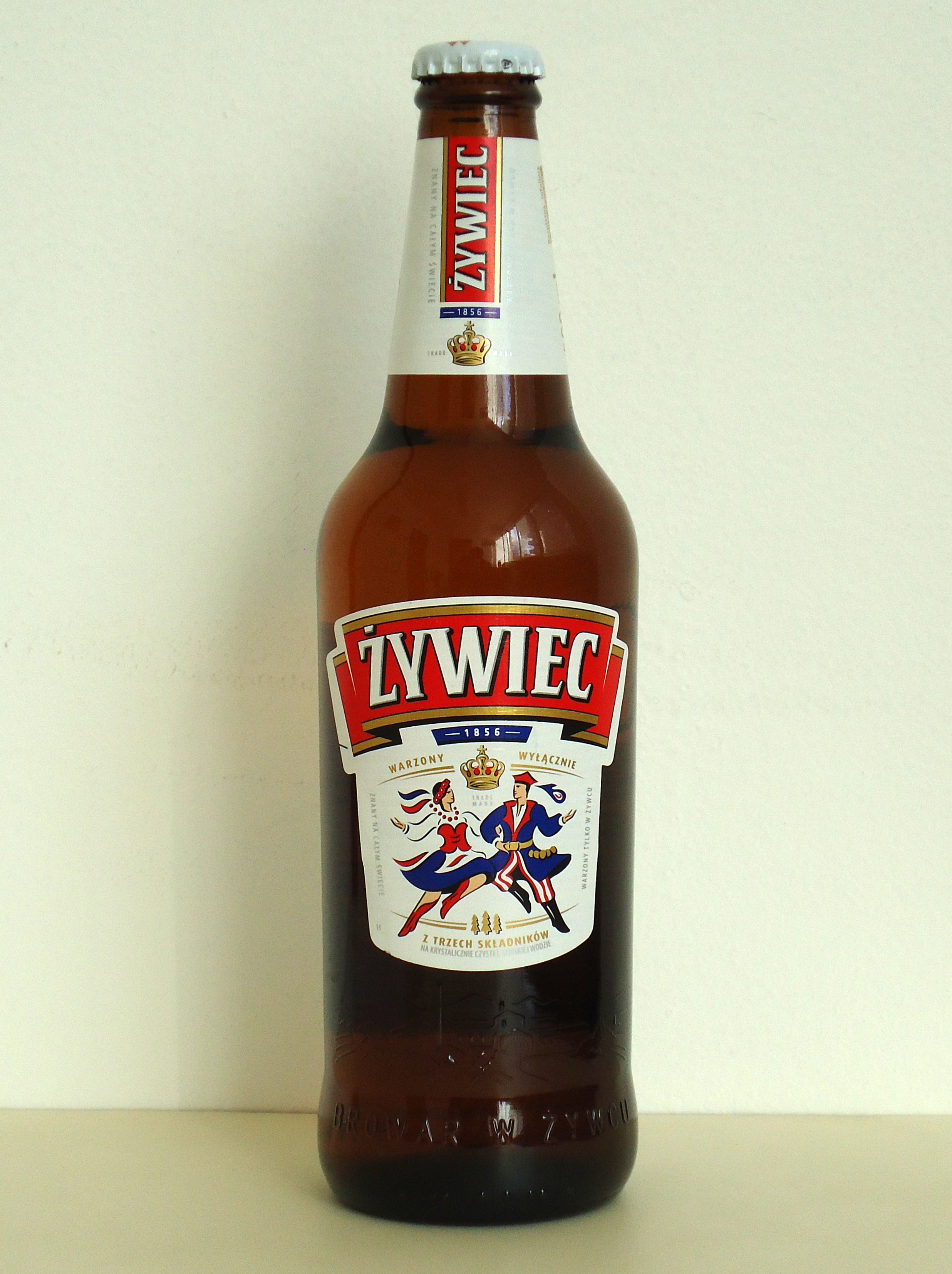
Bere Zywiec

Polonia este de asemenea, o țară a berii (piwo). În Polonia sunt diferită mărci de bere. Aproape fiecare oraș mare are propria sa fabrică de bere. Există, de asemenea, fabrici de bere tradiționale, dintre care unele au o istorie veche de peste un secol. 
Nume de mărci populare includ Żywiec, Tyskie, Warka, Lech, Okocim, Piast, Łomża, Perła.
Aproape fiecare fabrică de bere din Polonia organizează vara un Festival al berii în localitatea unde se află fabrica. Potrivit unui raport al lui Ernst & Young din 2009, Polonia este al treilea cel mai mare producător de bere din Europa după Germania cu 103 milioane de hectolitri și Marea Britanie cu 49.5 milioane hl, Polonia producând anual cu 36.9 mil. hl. După o creștere consecutivă în piața internă, Związek Pracodawców Przemysłu Piwowarskiego (Uniunea Angajatorilor din Industria Berii din Polonia), care reprezintă aproximativ 90% din piața berii din Polonia a anunțat în cadrul conferinței anuale a industriei berii, că consumul de bere în 2008 a crescut la 94 de litri pe cap de locuitor, sau 35,624 milioane de hectolitri vânduți pe piața internă. Statistic, un consumator polonez bea circa 92 de litri de bere pe an, cu care se plasează pe locul al doilea în spatele Germaniei unde un consumator bea în medie 103-105 litri anual.
În Polonia, fabricile regionale mici de bere devin din ce în ce mai populare în timp ce marile corporații pierd tot mai mult din popularitate.
Alte mărci de bere: Brok, Książ, Dębowe Mocne, Królewskie, Tatra, Perła, Specjal, Harnaś, Ciechan, Kormoran, Warnijskie, Karpackie, Orkiszowe, Rześkie, Świeże, Kasztelan, Warmiak, Krzepkie, Spiż.